# Didier Laroque
Pour les articles homonymes, voir Laroque.
Didier Laroque, né à Châteauroux le 23 septembre[réf. nécessaire] 1956, est un architecte, docteur en urbanisme et écrivain français, vivant à Paris.

## Biographie
Ancien pensionnaire de l’Académie de France à Rome, Didier Laroque est professeur de théorie et pratique de la conception architecturale à l’École nationale supérieure d'architecture de Paris-Val de Seine.
Il a été professeur à l’ENSBA de Dijon (1999-2003), chargé de conférences à l’École des hautes études en sciences sociales (2000-2002) et maître de conférences à l’ENSA Paris-Val de Seine (2003-2017).
Il fut un associé de Jean Nouvel (1983) et un collaborateur de Norman Foster (1985).
Il est vice-président de l'Internationale Gesellschaft für Architektur und Philosophie depuis 2022, membre du comité de rédaction de la Revue catholique internationale Communio depuis 1995, et éditeur pour les Éditions Manucius depuis 2013.

## Diplômes et titres
- Lauréat du concours PAN XII, 1981.
- Architecte DPLG (Paris, UPA no 5), 1982.
- Lauréat de La villa Médicis hors les murs, 1983.
- Lauréat des Albums de la jeune architecture,1984.
- Pensionnaire de l’Académie de France à Rome, 1988-1990.
- Docteur en urbanisme (IFU/U. Paris VIII), 1997.
- Habilité à diriger les recherches (U. Lille III), 2010.
- Membre titulaire de l’UMR 8210, ANHIMA, 2012.

## Publications
Outre une centaine d’articles, Didier Laroque a publié :
- Michel Roux-Spitz, architecte, (avec M. Raynaud et S. Rémy), Bruxelles, Mardaga, 1984.
- Gravitas, Rome, Carte segrete, 1990[1].
- Le Discours de Piranèse, Paris, Éditions de la Passion / Verdier, 1999[2].
- Le Temple, Paris, Bayard, 2002[3].
- Paysage et ornement, (dir. avec B. Saint Girons), Paris, Verdier, 2005[4].
- Réflexions sur l'architecture, Paris, Manucius, 2010[5].
- Sublime et architecture, Paris, Hermann, 2010[6].
- Essai sur la grandeur, Paris, Manucius, 2014[7].
- La Mort de Laclos, Seyssel, Champ Vallon, 2014[8].
- Le Sublime. Poétique, esthétique, philosophie, (dir. avec C. Flécheux et P.-H. Frangne), Rennes, PUR, 2018[9].
- Le Dieu Kairos, Ceyzérieu, Champ Vallon, 2018[10].
- L'Œuvre de Napoléon, Monaco, Editions du Rocher, 2021.
- Lettres de Ponce Pilate, Ceyzérieu, Champ Vallon, 2022.
- Deux histoires romaines, Paris, La Coopérative, 2024.

Bibliographie critique
- Sublime et grandeur. Brèves études sur les romans de Didier Laroque, (dir. A. Mascarou, contributions de Paulette Choné, Patrick Corneau, Michel Crépu, Florence Dumora, Giovanni Lombardo, Denis Kambouchner, Alain Mascarou, Benedetta Papasogli, François Rosset), Paris, Manucius, 2023.